# Bensinpump

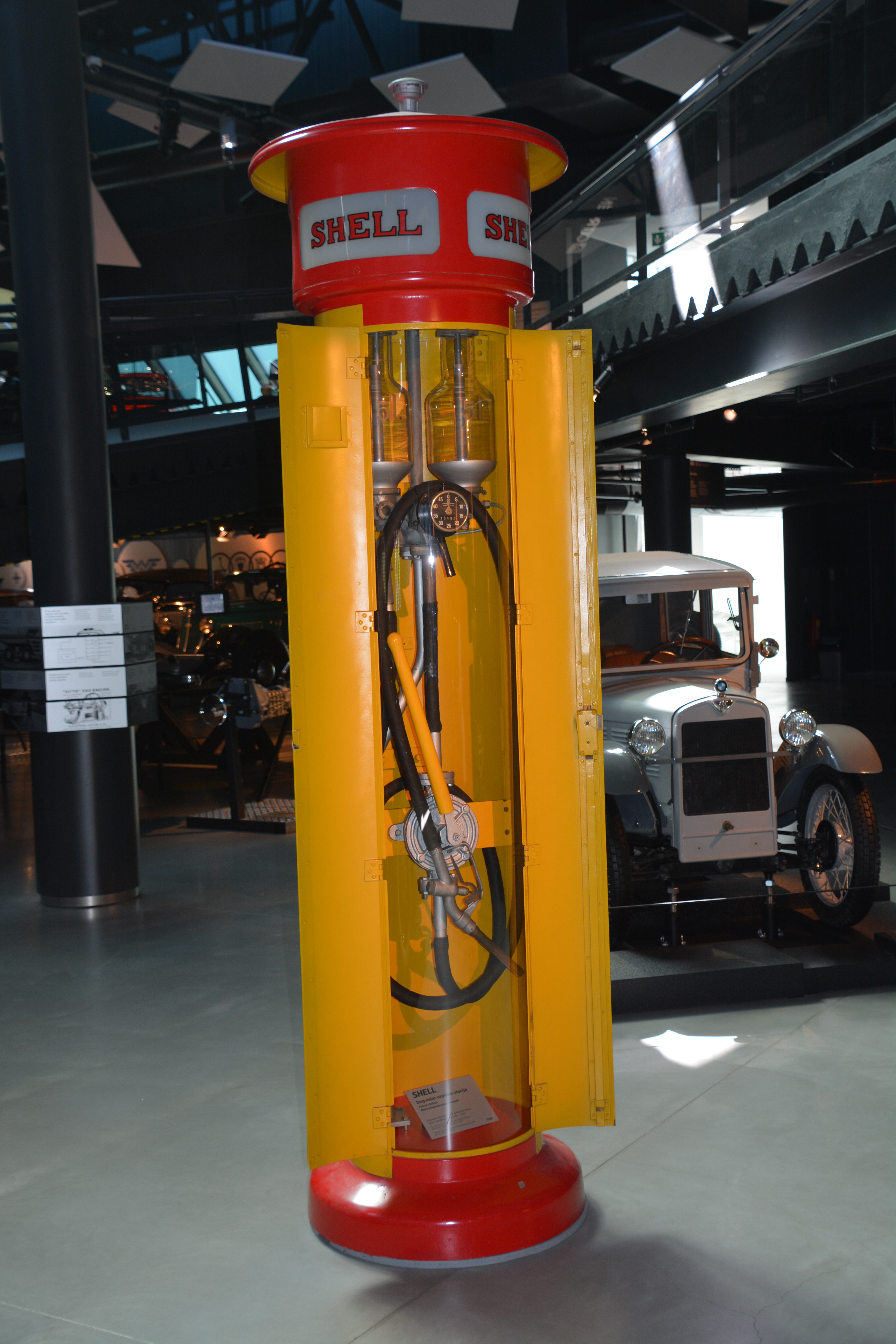
Shell bensinpump på Rigas motormuseum

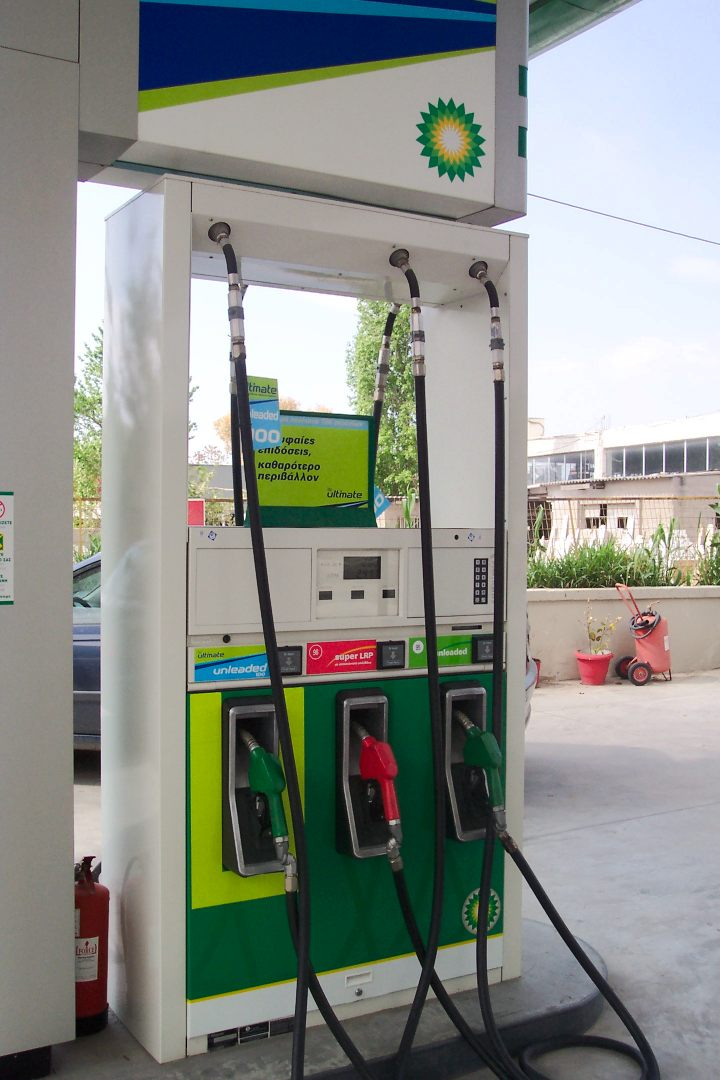
En bensinpump i Grekland, tillverkad av Dresser Wayne

En bensinpump, eller mer allmänt bränslepump, är en anordning för att fylla bränsle i ett fordon på en bensinstation. Ljungmans har varit en ledande tillverkare av bensinpumpar i Sverige. På 1930-talet var bensinpumparna i Sverige försedda med en 25-liters glascylinder. Senare kom motordrivna pumpar med räkneverk.

## Avstängningsmekanism
De flesta moderna bensinpumpar har en mekanism som känner när tanken är full. Denna mekanism, som i sin ursprungsform uppfanns 1939 av Richard C. Corson men har förfinats sedan dess, bygger på att genom ett membran detektera den tryckförändring som uppstår när munstycket nås av bränslet.